# میخائیلو وریکیفسکی
میخائیلو وریکیفسکی (به اوکراینی: Михайло Іванович Вериківський)؛ (زادۀ ۲۰ نوامبر [س.ق. ۸ نوامبر] ۱۸۹۶ میلادی – درگذشتۀ ۱۴ ژوئن ۱۹۶۲ میلادی) رهبر ارکستر، آهنگساز، و استاد دانشگاه اهل اوکراین بود. او در سال ۱۹۴۴ میلادی یک هنرمند ارجمند اوکراین بود.